# Хенн, Юрген
Юрген Хенн (эст. Jürgen Henn; род. 2 июня 1987, Вильянди) — эстонский футболист, полузащитник; тренер. Главный тренер сборной Эстонии.

## Биография

### Игровая карьера
Воспитанник футбольного клуба «Тулевик» (Вильянди), тренер — Лео Ира. На взрослом уровне начал выступать в 2004 году в одной из низших лиг Эстонии в команде «Вильянди Пяястетеенистусе», на следующий год играл за клуб «Элва», а в 2006 году — за второй состав «Тулевика».
В основном составе «Тулевика» дебютировал в высшей лиге Эстонии 10 марта 2007 года в матче против «Транса», а первый гол забил 3 апреля 2007 года в ворота «Аякса Ласнамяэ». Всего за два года в клубе сыграл 58 матчей и забил 2 гола в высшем дивизионе. В 2009 году был в заявке «Тулевика», но на поле не выходил, затем до 2011 года нигде не выступал.
Весной 2011 года выступал за один из сильнейших клубов Эстонии таллинскую «Флору», но провёл только два неполных матча. В 2012 году снова играл за «Тулевик» (однако это название в том сезоне носил второй состав клуба, игравший в третьем дивизионе). В конце игровой карьеры выступал в третьем дивизионе за ХЮЙК (Эммасте).
Всего в высшей лиге Эстонии сыграл 60 матчей и забил 4 гола.
Провёл один матч за молодёжную сборную Эстонии — 16 октября 2007 года против сверстников из Швейцарии.

### Тренерская карьера
В 2012—2013 годах тренировал третий состав «Флоры», а в 2014—2015 годах возглавлял второй состав клуба. Также входил в тренерский штаб основной команды.
В июле 2016 года в течение недели исполнял обязанности главного тренера «Флоры». В начале 2018 года снова стал главным тренером клуба, а во второй половине сезона был сотренером вместе с Арно Пайперсом. Неоднократно признавался лучшим тренером месяца эстонской лиги.
В 2024 году стал помощником тренера сборной Эстонии, а с 8 июня стал официально главным тренером. Дебютная игра против сборной Фарерских островов закончилась победой Эстонии со счётом 4:1.

## Достижения

### В качестве тренера

#### Флора
- Чемпион Эстонии (4): 2017, 2020, 2022, 2023
- Обладатель Кубка Эстонии (1): 2020
- Обладатель Суперкубка Эстонии (2): 2020, 2021
- Кубок Ливонии (2): 2018, 2023

#### Сборная
- Обладатель Кубка Балтии по футболу (1): 2024

### Личные
- Лучший тренер года чемпионата Эстонии (4): 2019, 2020[12], 2021[13], 2022[14]

## Личная жизнь
Брат Каарел (род. 1988) тоже был футболистом, играл за клубы низших дивизионов.